# Hundimiento del Lu Yan Yuan Yu 010
El hundimiento del Lu Yan Yuan Yu 010 fue un incidente acaecido el 15 de marzo de 2016, cuando el patrullero argentino de clase Mantilla PNA Prefecto Derbes hundió al arrastrero Lu Yan Yuan Yu 010, de bandera china, al ser descubierto pescando ilegalmente dentro de la zona económica exclusiva argentina. Todos sus tripulantes fueron rescatados con vida.

## Desarrollo
La Prefectura Naval Argentina afirmó haber visto al arrastrero por primera vez en la noche del 13 de marzo, tras adentrarse unos 5 km en el mar del país sudamericano.
El 15 de marzo, El arrastrero fue finalmente localizado fuera de las costas de Puerto Madryn, Chubut, una zona conocida por ser hábitat de calamares. El Prefecto Derbes intentó contactar por radio a la embarcación china, en inglés y español, y se hicieron diversas señales. Sin embargo, la nave infractora apagó sus luces y viró hacia aguas internacionales sin responder. Acto seguido, el patrullero argentino inicio una persecución hacia el barco chino y realizó disparos de advertencia, pero el otro navío intentó embestirlo. El Prefecto Derbes abrió fuego sobre el Lu Yan Yuan Yu 010, el cual se detuvo justo antes de hundirse. La tripulación abandonó la nave al ver que ésta comenzaba a llenarse de agua.

El Prefecto Derbes rescató a cuatro tripulantes, incluyendo al capitán, y los demás abordaron otros buques que escoltaban al Lu Yan Yuan Yu 010. Asimismo, se informó que todos comparecerían ante un tribunal argentino.

## Reacciones
- Argentina — Un portavoz del Ministerio de Relaciones Exteriores y Culto aseguró que el poder judicial estaba investigando el incidente.[2]

- China — El portavoz del Ministerio de Relaciones Exteriores de China, Lu Kang, afirmó: «El Consejo de Estado de China ha prestado mucha atención al incidente y ha emitido un importante decreto, el Ministerio de Relaciones Exteriores y la Embajada de China en Argentina han anunciado una gestión diplomática de protesta contra Argentina, expresando seria preocupación y exigiendo una verificación minuciosa.»[3]